# Plouescat
Plouescat [pluɛskat] (bretonisch Ploueskad) ist eine Gemeinde mit 3549 Einwohnern (Stand 1. Januar 2022) im Département Finistère in der Bretagne in Frankreich. Plouescat gehört zum Kanton Saint-Pol-de-Léon.
Der Name Plouescat setzt sich aus den bretonischen Worten Plou (Kirchspiel, Gemeinde, Dorf) und Coat (Holz, Wald) zusammen.
Obwohl Plouescat nur etwa drei Kilometer vom Meer entfernt ist, ist der Ort in erster Linie von der Landwirtschaft geprägt. Hier werden unter anderem Artischocken, Kohl und Tulpen kultiviert. Das milde, feuchte Nordatlantikklima ermöglicht das Gedeihen einer reichen Vielfalt von Pflanzen, sei es typische Küstenvegetation, Kontinental- oder auch Mittelmeerflora.

## Bevölkerungsentwicklung
| Jahr                       | 1962 | 1968 | 1975 | 1982 | 1990 | 1999 | 2010 | 2017 | 2020 |
| Einwohner                  | 4042 | 4003 | 4008 | 3935 | 3689 | 3660 | 3609 | 3446 | 3520 |
| Quellen: Cassini und INSEE |      |      |      |      |      |      |      |      |      |

## Sehenswürdigkeiten
Siehe auch: Liste der Monuments historiques in Plouescat
Plouescat ist eine Gemeinde des nördlichen Finistère, bemerkenswert schon wegen der Schönheit ihrer Umgebung, insbesondere der wilden und buchtenreichen Küstenlandschaft.
Zahlreiche, meist aus Granit erbaute und mit Schiefer gedeckte Herrenhäuser aus dem 17. Jahrhundert sind über das Gemeindegebiet verteilt. Zu besichtigen ist beispielsweise das Château Kerjean im nahe gelegenen Saint-Vougay.
Im Ort, gegenüber der Kirche, befindet sich eine sehr schöne Markthalle aus dem 15. und 16. Jahrhundert. Ihr Dachgestühl ist aus Eichenholz gefertigt, das zur Zeit der Grafen von Kérouzéré noch in der Umgebung wuchs. Zwei Zimmer im Dachgeschoss wurden ausgebaut, auf Dachluken oder -fenster wurde verzichtet. Das Bauwerk ist einzigartig innerhalb Finistère und zweifellos die älteste und repräsentativste der drei letzten alten Hallen, die noch in der Bretagne stehen. (Die beiden anderen befinden sich in Le Faouët und Questembert). Dennoch wäre auch sie fast verschwunden, da 1939 die Markthallen stillgelegt und schließlich abgebaut werden sollten. Ihr Überleben verdankt sie dem Umstand, dass sie die Grundschule beherbergte. Heute wird wieder jeden Samstag Markttag gehalten.
Angrenzend an das Land Pagan, bietet die Umgebung von Plouescat zahlreiche keltische und gallisch-römische Schätze.
Der Dolmen von Créac’h-ar-Vrenn ist eine Allée couverte östlich von Plouescat

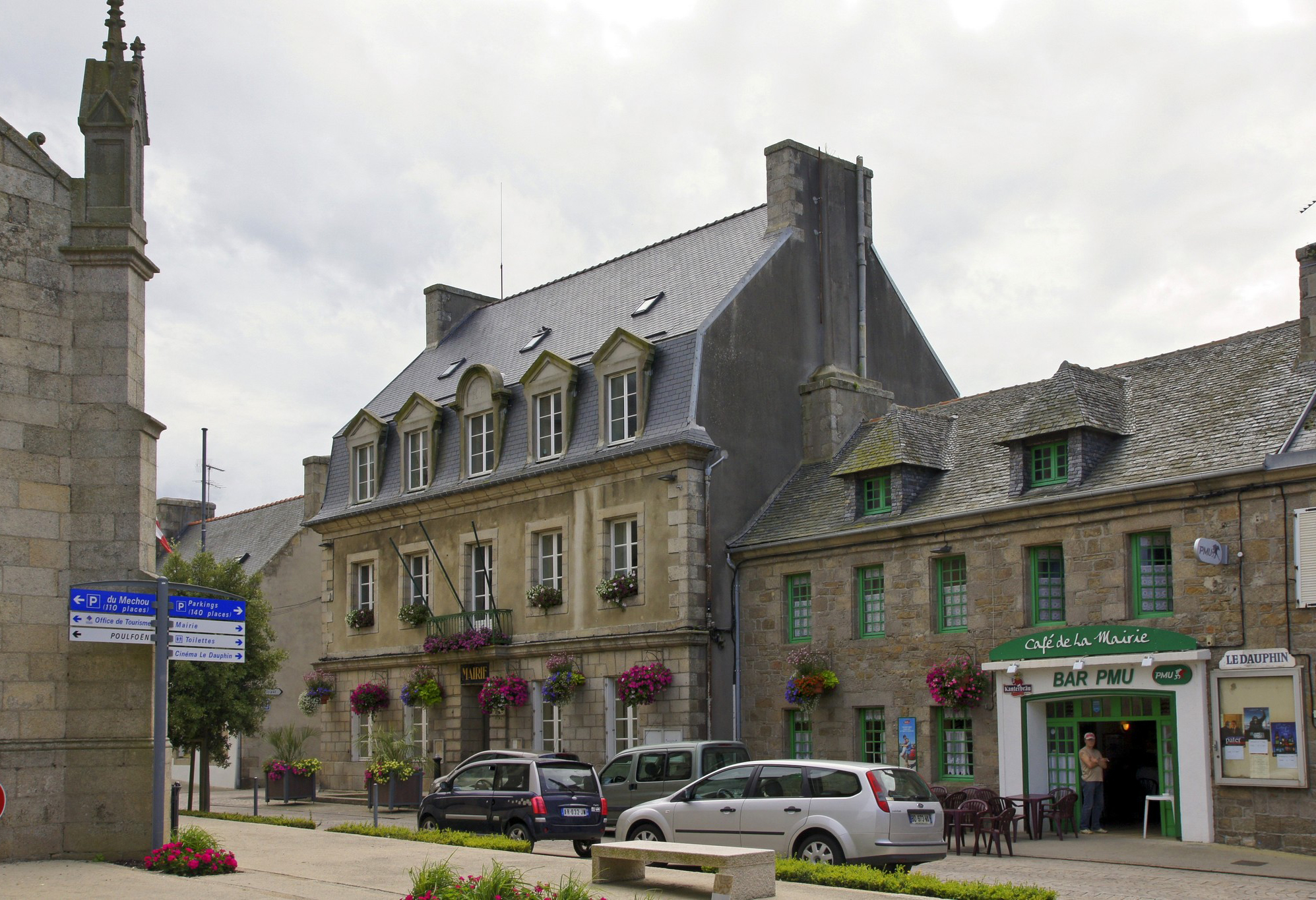
Mairie Plouescat
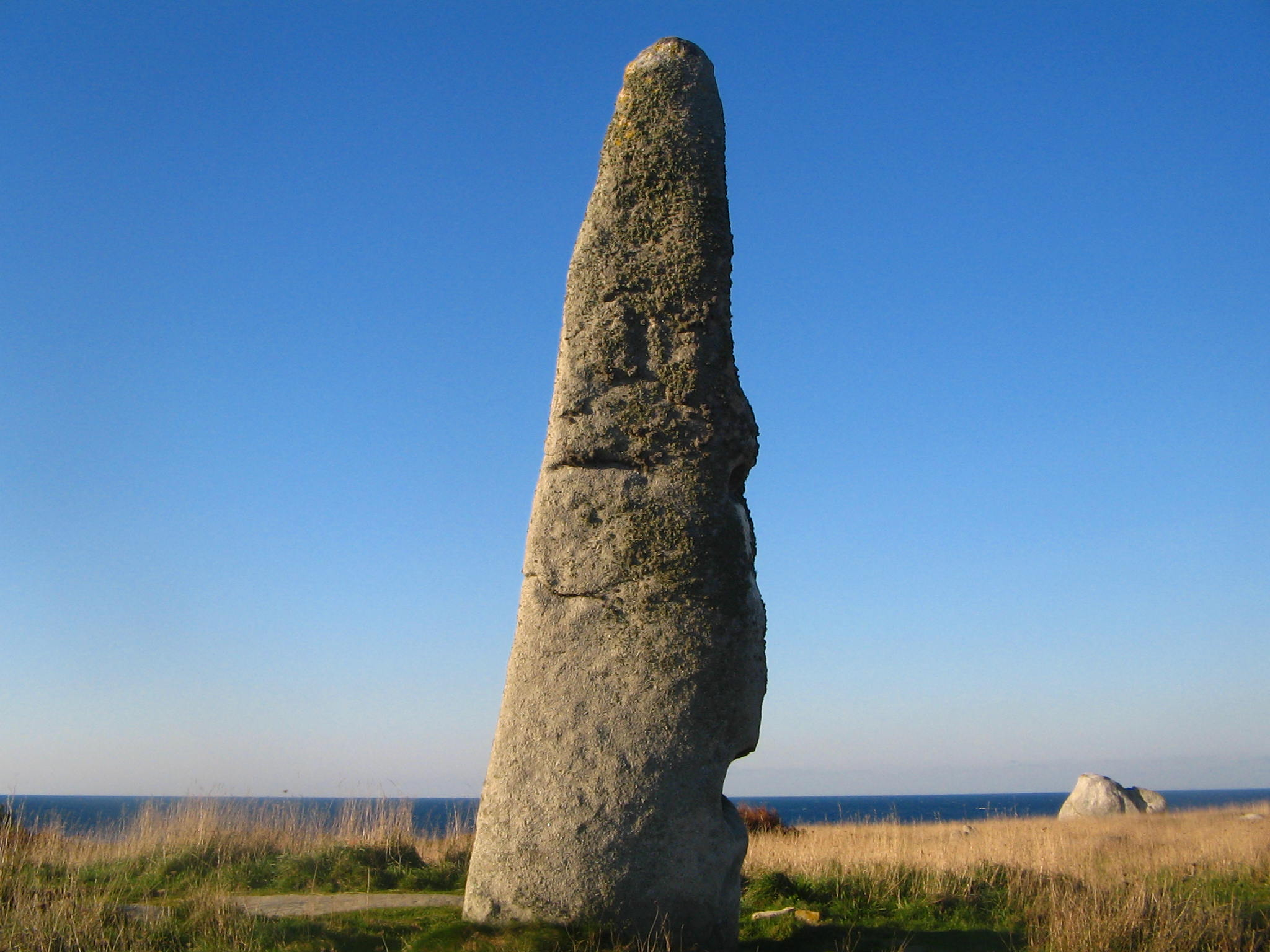
Menhir von Cam Louis
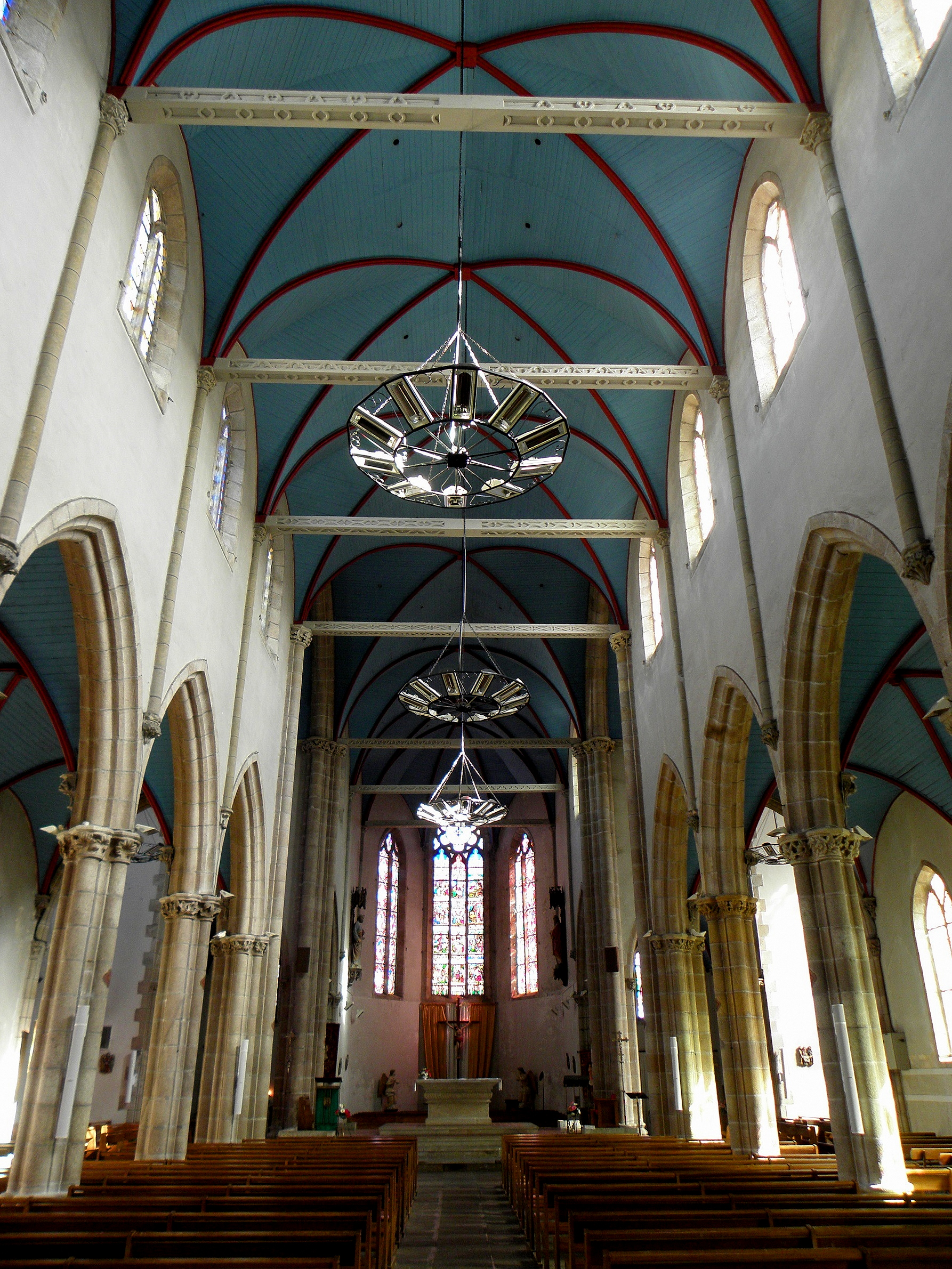
Kirche Saint-Pierre
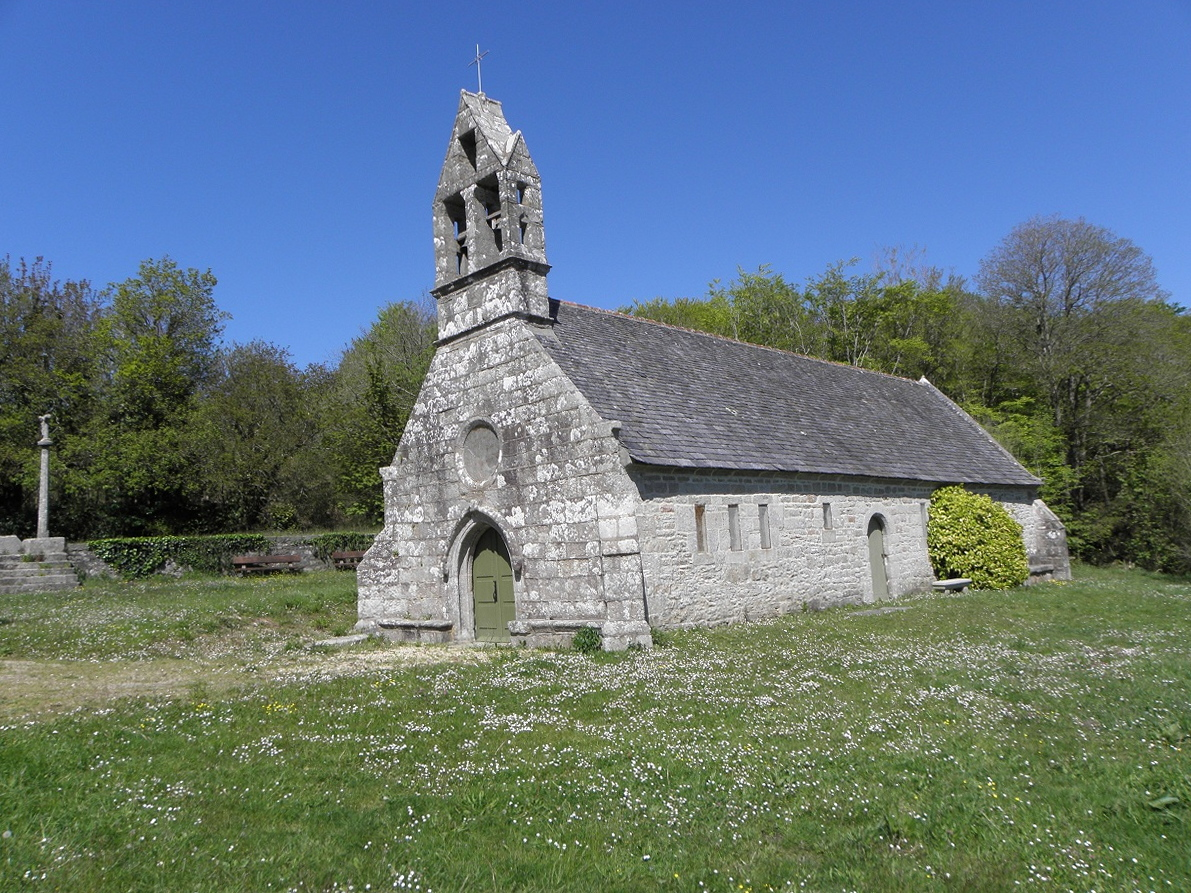
Kapelle Notre-Dame de Kerzéan
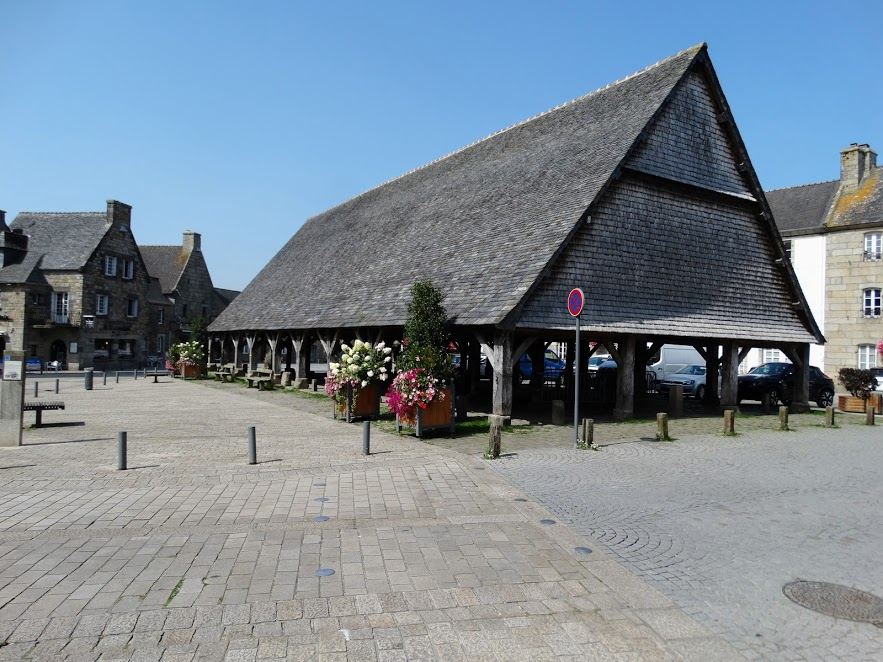
Straßenszene
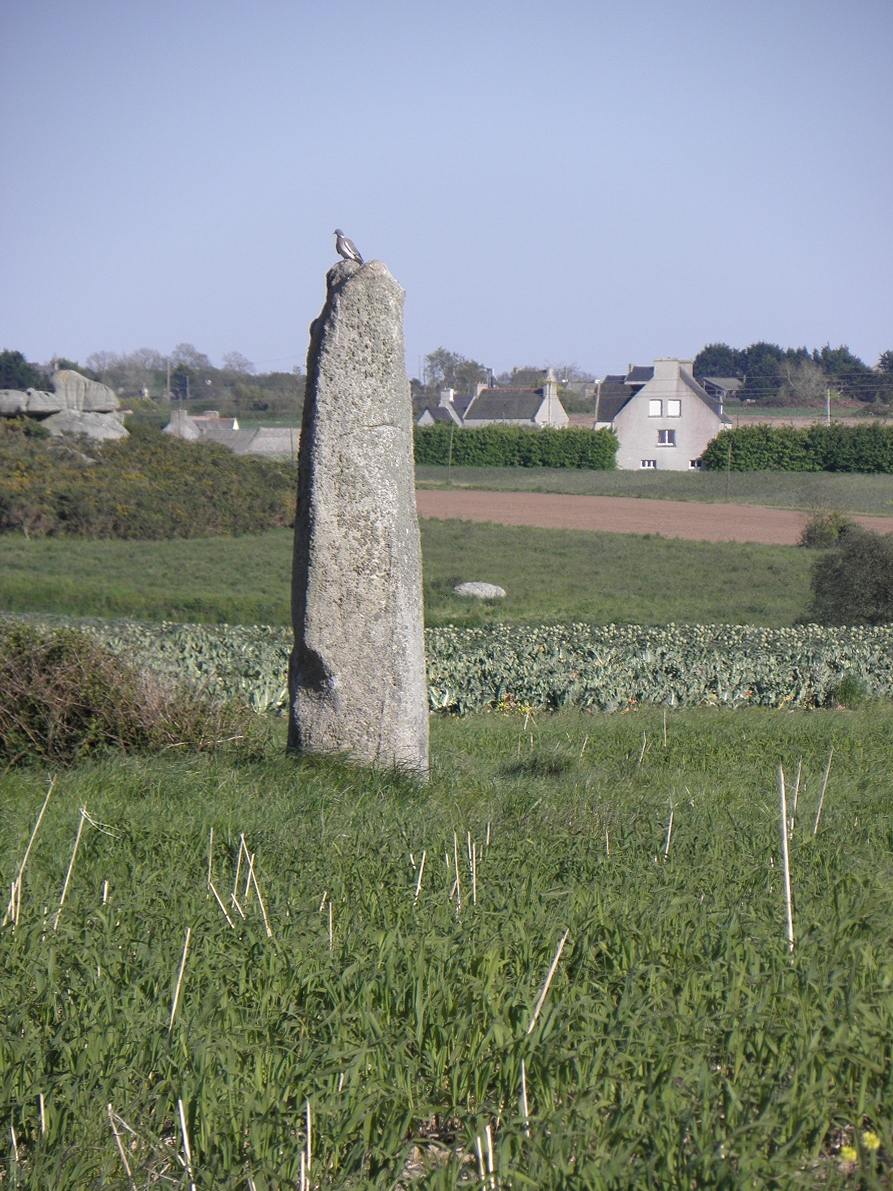
Menhir d’Irvit
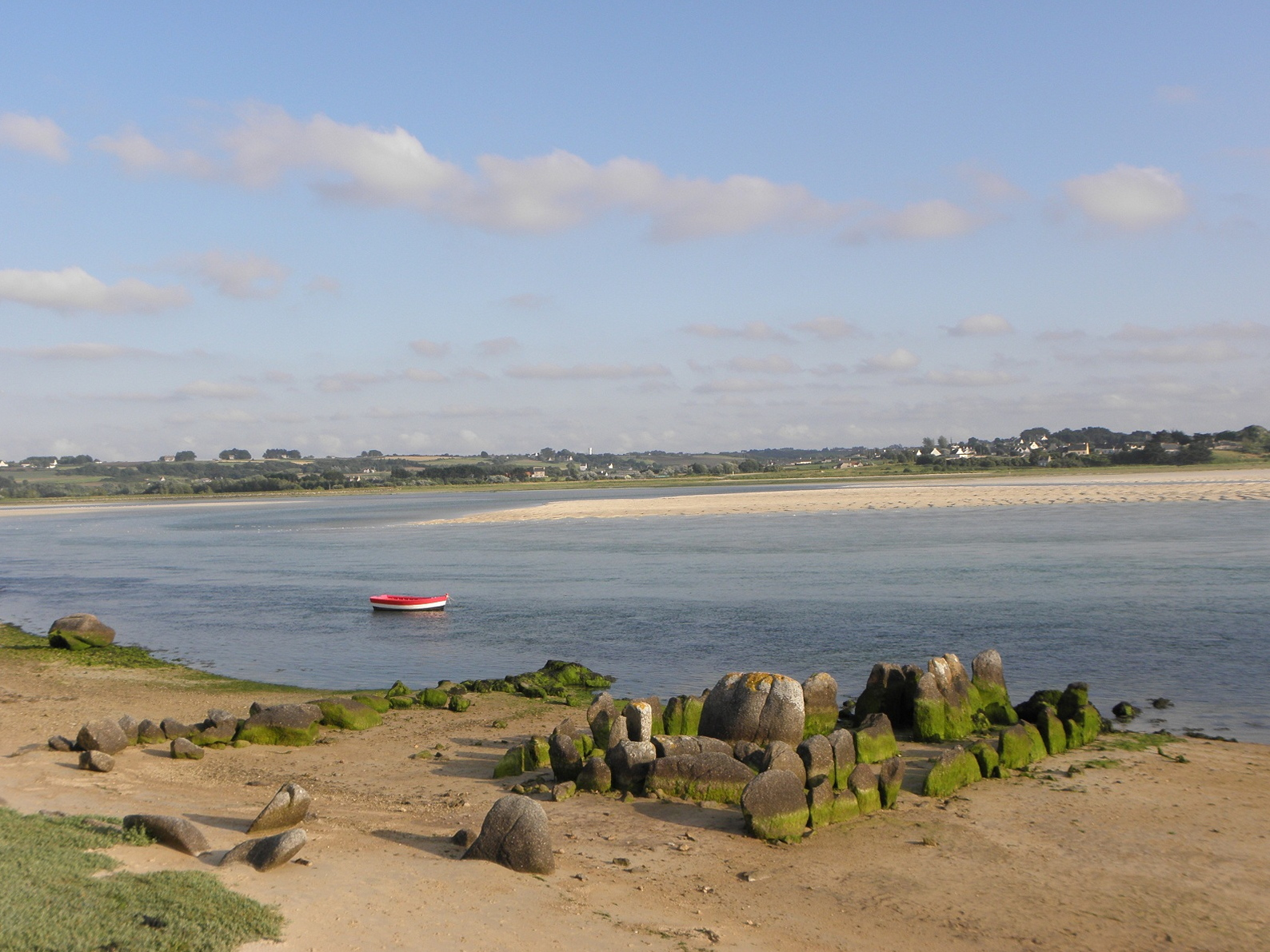
Allée couverte Plouescat

## Persönlichkeiten
- Pierre Trémintin (1876–1966), Bürgermeister von 1912 bis 1966, Mitglied der Abgeordnetenkammer

## Gemeindepartnerschaften
- Wanfried, Deutschland (Nordhessen)